# Bamenda
Bamenda  este un oraș  în partea de nord-vest a Camerunului. Este reședința provinciei de Nord-Vest.
Se află la o altitudine de 1.614 m deasupra nivelului mării. Populația este de 348.766 locuitori, determinată în 2012, prin recensământ.